# Amarisie

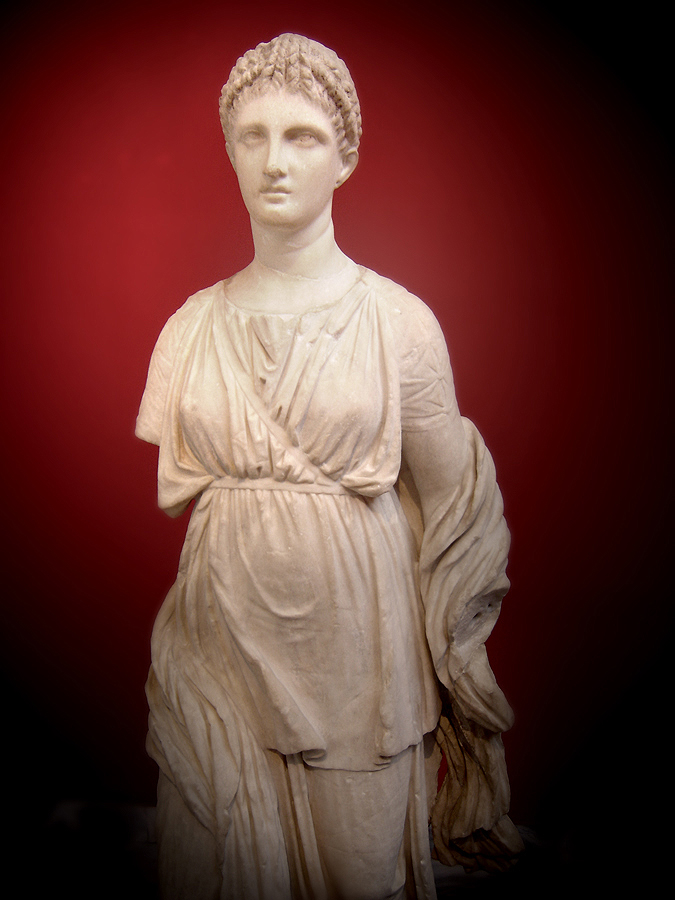
Artemide

Le Amarisie o Amarinzie (in greco antico: Ἀμαρύσια o Ἀμαρύνθια?) erano feste dell'antica Grecia in onore di Artemide, celebrate prevalentemente in Eubea.

## Celebrazione
Inizialmente la festa veniva celebrata con splendore straordinario nel santuario di "Artemide Amarisia" ad Amarinto, un villaggio dell'isola di Eubea corrispondente all'odierna località di Amarynthos.
Successivamente le celebrazioni in onore di Artemide Amarisia si estesero anche ad altre località dell'Attica, come Athamania e nella stessa Atene; queste feste, tuttavia, non erano in nessun modo paragonabili per splendore alle Amarisie che si svolgevano nell'Eubea.
La festa dell'Eubea si distingueva infatti per gli splendidi cortei; Strabone riferisce di aver visto, nel tempio di Artemide Amarisia, una colonna posta dagli abitanti di Eretria a ricordo di uno splendido corteo celebrativo a cui avevano preso parte 3000 opliti, 600 cavalieri e 60 carri.